# Palacio Poppelsdorf

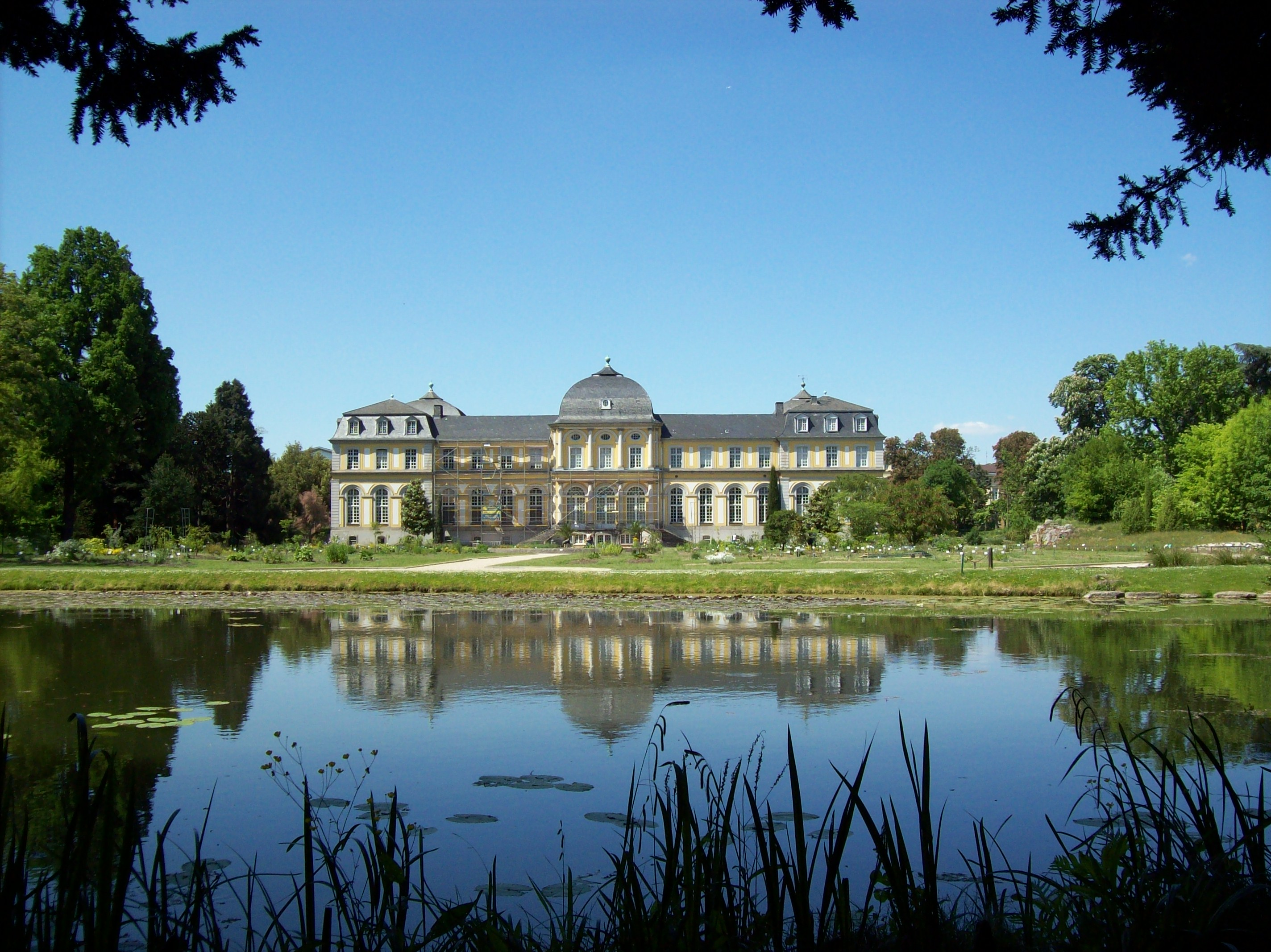
Jardín de la fachada del Palacio Poppelsdorf

El Palacio Poppelsdorf (en alemán: Poppelsdorfer Schloss) es un edificio barroco en el distrito Poppelsdorf de Bonn, en el oeste de Alemania, que ahora forma parte de la Universidad de Bonn.

## Diseño y construcción
El diseño de una nueva estructura para reemplazar el antiguo castillo en ruinas de Poppelsdorf comenzó en 1715 a pedido del propietario, Joseph Clemens, arzobispo elector de Colonia, quien contrató al arquitecto francés Robert de Cotte. Clemens quería una maison de plaisance que estuviera cerca de su remodelado Palacio de Bonn1/2 de milla (804,7 m) al norte. Debía haber un canal entre los dos, siguiendo el ejemplo del Palacio de Versalles y el Trianon de Marbre.
El propio De Cotte nunca viajó a Bonn para inspeccionar el sitio, y el 24 de mayo de 1715 Clemens le escribió: "Recibí su proyecto para mi Maison de Poppelsdorf, que me complació infinitamente, y no conozco nada más hermoso o mejor concebido, pero nosotros ahora están obligados a considerar el sitio en el que debe construirse".
No existe ningún dibujo del plano del primer proyecto de De Cotte, pero las letras y los planos posteriores indican que era cuadrado con dos ejes de simetría en ángulo recto entre sí. Constaba de cuatro alas de dos pisos que rodeaban un patio interior circular con una galería porticada en su circunferencia. Clemens consideró el plan demasiado ambicioso y le pidió al asistente de De Cotte en Bonn, Benoît de Fortier, que revisara el plan, reduciendo tres de las alas a un piso, pero dejando el ala del jardín con dos. Clemens le escribió a de Cotte: "Me di cuenta de que sería bastante inútil erigir un edificio tan grande en ese sitio, que no es más que un cañonazo desde la ciudad... En su mayor parte, mi séquito regresa a la ciudad por la noche, y mantengo cerca de mí solo a aquellos que son absolutamente necesarios para servirme".
El plano existente muestra un vestíbulo de entrada cuadrado con 16 columnas: cuatro independientes y el resto enganchado a las paredes. El vestíbulo conduce a la galería circular, en el lado opuesto de la cual hay una entrada que conduce al salón principal abovedado en el frente del jardín. A la izquierda del salón está el apartamento del elector dispuesto como una enfilada de grande salle, chambre d'audience, chambre à coucher (dormitorio) y un gabinete . A la derecha del salón está la salle à manger (comedor). La capilla se sitúa en el centro del ala derecha, mientras que el frente derecho alberga las cocinas y la conserjería, y el frente izquierdo, las caballerizas. Las habitaciones menores, las escaleras y un retrete ocupan las esquinas entre la galería circular y las habitaciones principales del lado del jardín, y los espacios correspondientes del lado de la entrada proporcionan patios para las cocinas y las caballerizas.
Los modelos para este tipo de planta de una casa de campo con un patio circular interior incluyen la Villa Madama, Roma (comenzada c. 1516), y la Villa Farnese, Caprarola (comenzada en 1559). El trabajo se detuvo después de la muerte de Clemens en 1723, pero su sobrino y heredero, el arzobispo de Colonia Clemens August, emprendió una segunda campaña de construcción en 1745-1746.

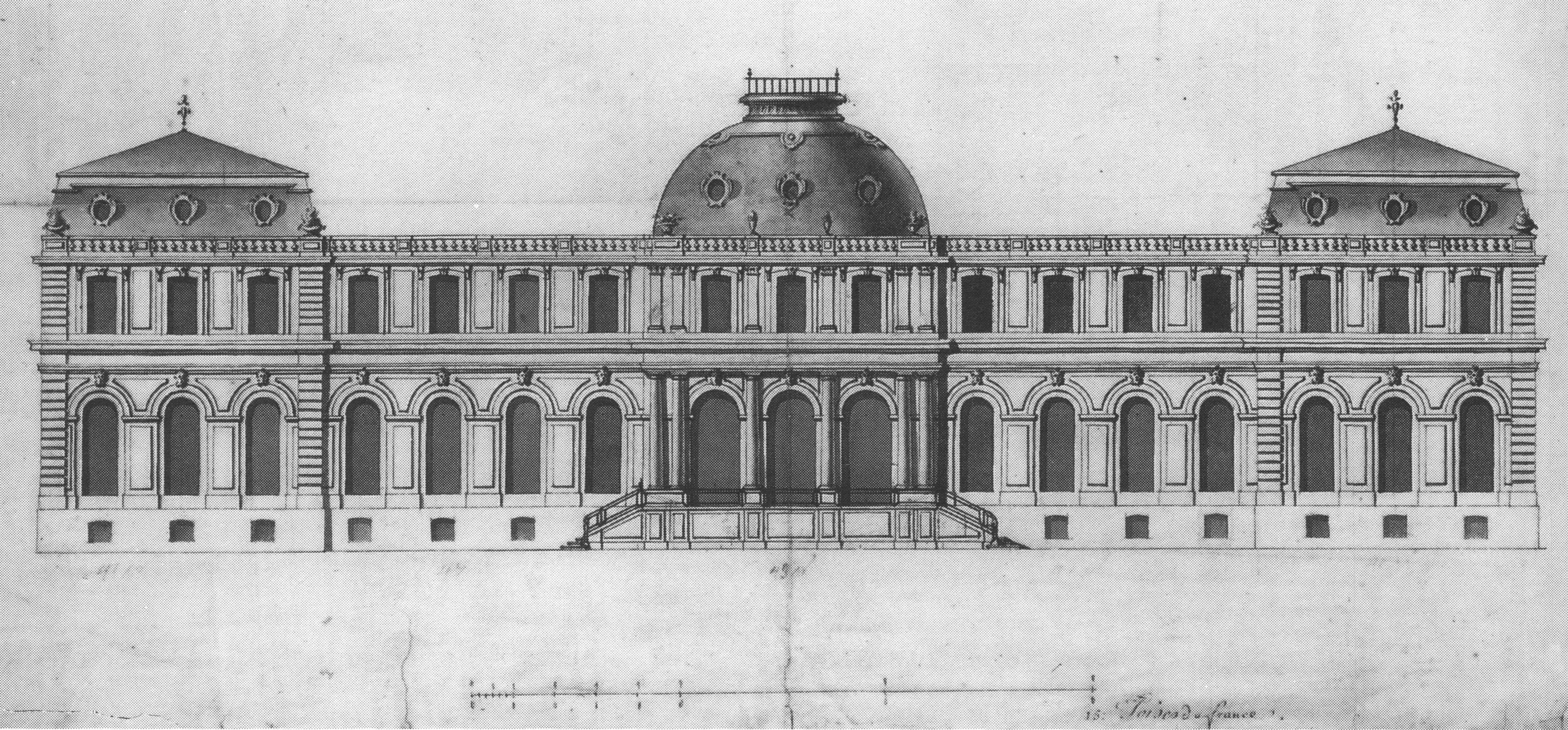
Alzado del primer proyecto de de Cotte, mayo de 1715
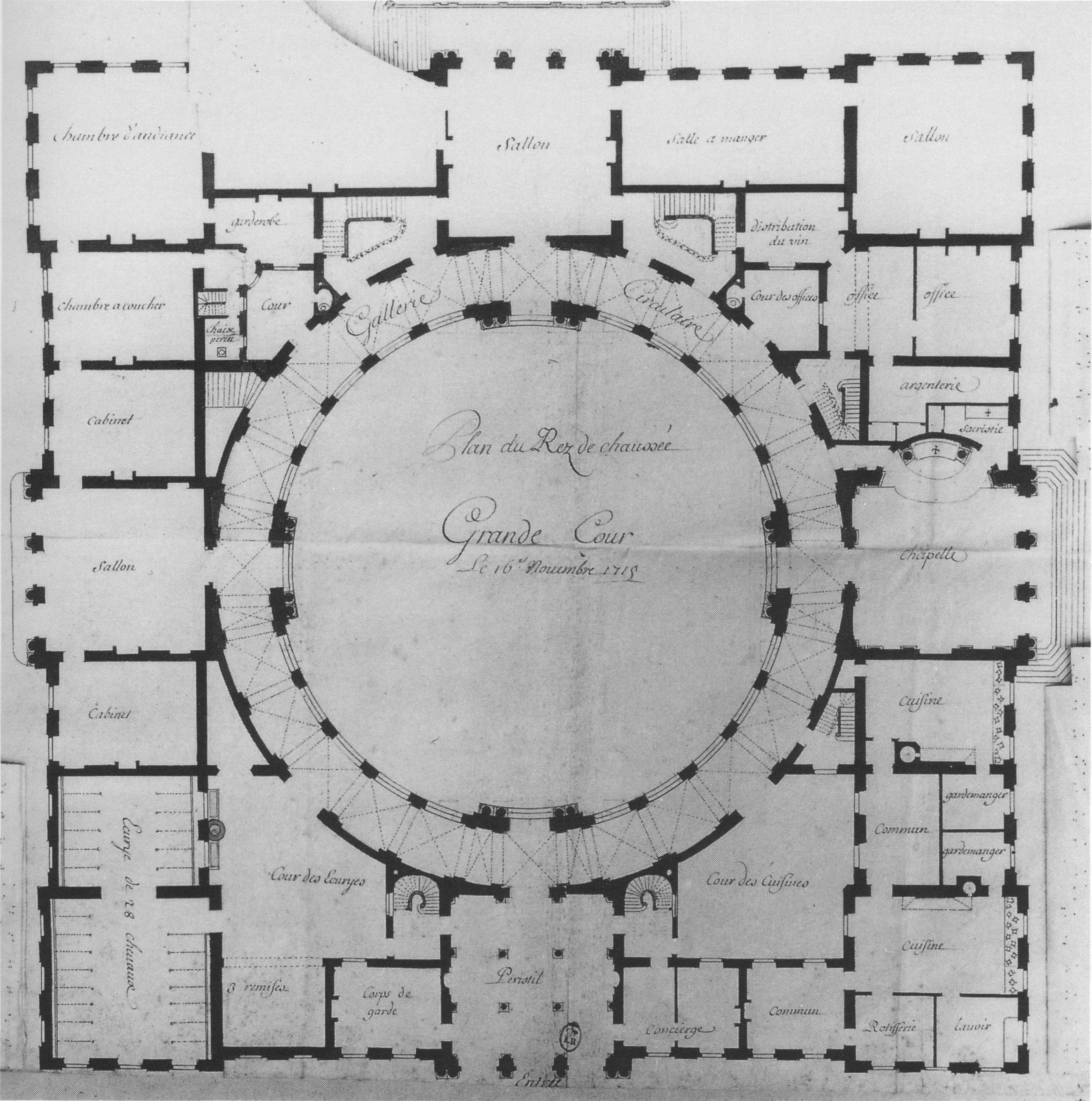
Plano de la planta baja del segundo proyecto de de Cotte, 16 de noviembre de 1716

## Historia posterior
Bajo el dominio prusiano, en 1818 el palacio y el parque cercano pasaron a formar parte de la Universidad de Bonn. En el mismo año, el parque se convirtió en el Jardín Botánico de Bonn, que hoy en día contiene alrededor de 0,5 hectáreas de área de invernadero con once invernaderos y alrededor de 8.000 plantas diferentes.
En 1944 el palacio sufrió graves daños por un ataque aéreo aliado. Fue reconstruido en una apariencia mucho más simple a partir de 1955.